# Qeshlāq-e Ḩājjīābād
Qeshlāq-e Ḩājjīābād (persiska: قشلاق حاجّی آباد) är en del av en befolkad plats i Iran.   Den ligger i provinsen Teheran, i den centrala delen av landet, 29 km sydost om huvudstaden Teheran. Qeshlāq-e Ḩājjīābād ligger 986 meter över havet och antalet invånare är 906.
Terrängen runt Qeshlāq-e Ḩājjīābād är platt åt sydväst, men åt nordost är den kuperad.Runt Qeshlāq-e Ḩājjīābād är det tätbefolkat, med 297 invånare per kvadratkilometer. Närmaste större samhälle är Qarchak, 6,5 km söder om Qeshlāq-e Ḩājjīābād. Trakten runt Qeshlāq-e Ḩājjīābād består till största delen av jordbruksmark.